# 캠핑 (영화)
"캠핑"은 2016년에 개봉한 대한민국의 영화이다.

## 캐스팅
- 채민서 : 선영 역
- 에리카 : 은미 역
- 김민혁 : 영식 역
- 김희상 : 태호 역
- 김명일 : 근태 역
- 김수아 : 경진 역
- 김창조 : 곱슬 역
- 이윤민 : 짝눈 역
- 금동현 : 금니 역 (특별출연)
- 지대한 : 노부 역 (특별출연)